# Гастон Лан
Гасто́н Лан (фр. Gaston Lane; 31 січня 1883, Париж — 23 вересня 1914, Ліронвіль) — колишній французький регбіст.

## Спортивна кар'єра
Гастон Лан грав за декілька команд: Буа-Коломб, Клаб Космополітен та Рейсінг Клаб де Франс. Від 1906 року по 1913 грав за національну збірну Франції. 1 січня 1906 року зіграв перший раз за команду Франції проти Ол Блекс в першому тестовому матчі Франції.

## Життя та смерть
Гастон Лан після закінчення своєї кар'єри почав працювати торговцем. Його було вбито на фронті в Мозель на початку Першої світової війни.

## Досягнення
Топ 14
- Фіналіст: 1912 (Рейсінг 92)